# Nefropatia pels analgèsics
La nefropatia per analgèsics consisteix en el dany del ronyó a causa d'analgèsics com l'aspirina, la fenacetina i el paracetamol. El terme fa referència al dany que provoca l'ús d'aquest tipus de medicaments en combinar-los, especialment les combinacions que inclouen la fenacetina. Aquest terme també pot descriure una nefropatia causada per qualsevol analgèsic utilitzat per si mateix, sense combinar-ho amb altres.
Les nefropaties causades per analgèsics són la necrosi papil·lar renal i la nefritis intersticial crònica, que semblen deure a una reducció en la circulació sanguínia renal, a un ràpid consum d'antioxidants i el consegüent estrès oxidatiu del ronyó. El ronyó danyat pot conduir a una insuficiència renal crònica, resultats d'orina anòmals, hipertensió i anèmia. Un petit percentatge de persones amb nefropatia per analgèsics poden desenvolupar una malaltia renal terminal.
La nefropatia per analgèsics va ser fa temps una causa comuna d'insuficiència renal i de nefropatia terminal a zones d'Europa, Austràlia i els Estats Units. A la majoria de les zones, la seva incidència s'ha reduït considerablement des que l'ús de la fenacetina disminuís als anys 70 i 80.

## Història
Els analgèsics són un tipus de medicament molt utilitzat en el tractament contra el dolor. Són analgèsics l'aspirina i els AINE (Antiinflamatoris No Esteroideus), a més d'antipirètics com el paracetamol i la fenacetina. La fenacetina es va introduir a finals del segle xix i va ser un dels components dels analgèsics combinats a zones d'Europa, Austràlia i EE. EUA Aquests analgèsics combinats contenien AINE com l'aspirina o altres antiinflamatoris no esteroïdals amb fenacetina, paracetamol o salicilamida, i cafeïna o codeïna.
A la dècada de 1950, Spühler and Zollinger van trobar una associació entre nefropatia i l'ús crònic de la fenacetina. Ells es van adonar que les persones que consumien permanentment fenacetina tenien un elevat risc de patir nefropaties, com ara la necrosi papil·lar renal i la nefritis intersticial crònica. Aquest trastorn es va batejar com a nefropatia per analgèsics i es va atribuir a la fenacetina, encara que no s'ha demostrat que tingui un paper causal. La fenacetina va ser prohibida a diversos països entre els anys 60 i 80 a causa de la publicació d'articles que advertien del risc de patir nefropatia si es feia servir prolongadament aquest fàrmac.
Com que l'ús de la fenacetina va baixar, la nefropatia per analgèsics va deixar de ser una causa de la malaltia renal terminal, com mostren, per exemple, les dades de Suïssa, on es va reduir un 28 % el 1981 a un 12 % el 1990.
Mentre aquestes dades demostren que la nefropatia per analgèsics ha estat pràcticament eliminada d'algunes regions, en altres zones es manté. Per exemple, a Bèlgica la prevalença de la nefropatia per analgèsics era de 17,9 % el 1984 i del 15,6 % el 1990. Michielsen and de Schepper van suggerir que la nefropatia per analgèsics persisteix entre pacients belgues en diàlisi pel fet que Bèlgica acapara una alta proporció de persones grans en diàlisi. Segons aquests autors, una gran proporció tenen nefropatia per analgèsics perquè un elevat percentatge de pacients belgues han fet servir durant molt de temps la fenacetina.

## Fisiopatologia
La cicatrització dels vasos sanguinis petits, conegut com a esclerodèrmia, és el primer dany de la nefropatia per analgèsics. Present a la pelvis renal, l'urèter i els capil·lars que sustenten les nefrones, es creu que l'esclerodèrmia condueix a la necrosi papil·lar renal ia una nefritis intersticial crònica.
Encara no se sap completament com la fenacetina i altres analgèsics provoquen aquest mal. Sovint es pensa que les toxicitats renals dels AINE i antipirètics com la fenacetina i el paracetamol poden augmentar els efectes de la nefropatia per analgèsics. El 2000, un comitè d'investigadors va afirmar que no hi havia suficients evidències per determinar si els analgèsics sense fenacetina provocaven nefropatia per analgèsics.

### Aspirina i AINE
El bon funcionament renal depèn del flux sanguini adequat del ronyó. Aquest és un procés complex i regulat que depèn del nombre d'hormones i d'altres petites molècules, com les prostaglandines. En circumstàncies normals, la prostaglandina E2 que produeix el ronyó és necessària per mantenir un adequat flux sanguini al ronyó. Com totes les prostaglandines, la sínteis de la PGE ₂ depèn de les ciclooxigenases.
L'aspirina i els altres AINE són inhibidors de la ciclooxigenasa. Al ronyó, aquesta inhibició provoca una concentració de PGE ₂ baixa, la qual cosa redueix la circulació sanguínia. Com que el torrent sanguini del ronyó assoleix primer l'escorça renal i després la medul·la renal, les estructures renals més profundes són més sensibles a una baixa circulació sanguínia. Per això, les estructures més internes del ronyó, anomenades papil·les renals són molt dependents de la síntesi de la prostaglandina per mantenir el bon flux sanguini. La inhibició de les ciclooxigenases perjudica les papil·les renals, cosa que incrementa el risc de patir una necrosi papil·lar renal.
La majoria de ronyons sans disposen de reserves naturals suficients que compensen la reducció de circulació sanguínia derivada del consum d'AINE.

### Fenacetina i paracetamol
No se sap com la fenacetina fa malbé el ronyó. Bach i Hardy van proposar que els metabòlits de la fenacetina condueixen a una peroxidació lipídica que perjudica les cèl·lules renals.
El paracetamol és el metabòlit més gran de la fenacetina i pot contribuir a un deterirament renal. A les cèl·lules renals, la ciclooxigenasa afavoreix la conversió del paracetamol a N -acetil- p -benzoquinona imina (NAPQI). El glutatió, un antioxidant, participa a la conjugació no enzimàtica del NAPQI. En esgotar-se el glutatió, les cèl·lules renals esdevenen molt sensibles a l'estrès oxidatiu.

## Quadre clínic
| Símptomes                   | Percentatge afectat |
| --------------------------- | ------------------- |
| Cefalea                     | 35-100%             |
| Piuria                      | 50-100%             |
| Anèmia                      | 60-90%              |
| Hipertensió                 | 15-70%              |
| Símptomes gastrointestinals | 40-60%              |
| Infecció el tracte urinari  | 30-60%              |

Alguns símptomes freqüents en pacients amb nefropatia per analgèsics són cefalea, anèmia, hipertensió i piuria (pus a l'orina). Algunes persones amb nefropatia per analgèsics poden patir proteïnúria.

## Diagnòstic
El diagnòstic es basa en les evidències clíniques en combinació amb l'ús excessiu d'analgèsics. S'estima que perquè hi hagi proves clíniques de nefropatia per analgèsics s'han de consumir entre 2 i 3 kg de fenacetina o aspirina.
Quan se sospita la nefropatia per analgèsics, és fàcil confirmar-la mitjançant una tomografia computaritzada (TC) sense mitjà de contrast .

## Complicacions
Algunes de les complicacions associades a la nefropatia per analgèsics són la pielonefritis i la malaltia renal terminal. Entre els factors de risc que un mal diagnòstic comporta hi pot have infeccions freqüents del tracte urinari i una persistent hipertensió.

## Tractament
El tractament de la nefropatia per analgèsics comença amb la interrupció del consum d'analgèsics, cosa que sovint es tradueix en una millora de la malaltia i fins i tot pot comportar una normalització de la funció renal.